# Pseudococcus acirculus
Pseudococcus acirculus är en insektsart som beskrevs av Gimpel och Miller 1996. Pseudococcus acirculus ingår i släktet Pseudococcus och familjen ullsköldlöss. Inga underarter finns listade i Catalogue of Life.